# Dick Wagner
Richard Wagner, detto Dick (Oelwein, 14 dicembre 1942 – Phoenix, 30 luglio 2014), è stato un chitarrista e cantante statunitense.
Ha suonato con numerosi artisti, tra i quali Alice Cooper e Lou Reed. Ha collaborato anche con i Kiss e gli Aerosmith. Inoltre ha scritto canzoni per vari artisti tra i quali Meat Loaf, Lita Ford e Tina Turner.

## Discografia

### Con Alice Cooper
Album in studio
- 1972 - School's Out
- 1973 - Billion Dollar Babies
- 1973 - Muscle of Love
- 1975 - Welcome to My Nightmare
- 1976 - Alice Cooper Goes to Hell
- 1977 - Lace and Whiskey
- 1978 - From the Inside
- 1982 - Zipper Catches Skin
- 1983 - DaDa

Live
- 1977 - The Alice Cooper Show

### Con Lou Reed
Album in studio
- 1973 - Berlin

Live
- 1974 - Rock N Roll Animal
- 1975 - Lou Reed Live

### Con Peter Gabriel
- 1977 - Peter Gabriel

### Da solista
- 2001 - Remember The Child
- 2006 - Home At Last Volume 1 & 2
- 2009 - Full Meltdown

### Collaborazioni
- 1974 - Aerosmith - Get Your Wings
- 1976 - Kiss - Destroyer
- 1992 - Kiss - Revenge
- 2020 - Chris Catena's Rock City Tribe -Truth in Unity (lead guitar in the song "Theme from an Imaginary Western" recorded in 2006)